# Isabel Pérez del Pulgar
Isabel Pérez del Pulgar née en 1969 à Grenade est une artiste plasticienne espagnole. Elle vit et travaille en Bretagne depuis 2015.  

## Biographie
Isabel Pérez del Pulgar est diplômée d’une licence en Histoire et Géographie avec une spécialisation en Art à l’Université de Grenade. Elle se forme à la peinture classique à l’École d’art de Grenade. Dans les années 2000, elle choisit la vidéo comme médium.
Ses réalisations s'inscrivent dans une fresque continue. Il s'agit d'un voyage intérieur marqué par sa propre expérience de vie. Elle explore la nature humaine et l'identité. Elle s'interroge sur les contradictions entre le corps construit comme élément productif et consumériste, et sa propre conscience en tant qu'être humain.
Elle collabore avec les compositeurs et artistes sonores : Manssoor Hosseini, Rey Eisen, Javier Piñango. 
En 2018, son travail fait l'objet d'une rétrospective à Madrid. Ses œuvres sont remarquées, et l'artiste reçoit de nombreux prix.

## Rétrospective
- Isabel Perez Del Pulgar, Centro de Artes de Vanguardia la Neomudejar, Madrid, du 8 mars au 7 mai 2018

## Prix
- Opus Nigrum : prix spécial du jury MADATAC 06, Madrid, 2018[4]
- Elemento Inestable second prix VEA, International Biennial of Video Art and Animation, Mexico, 2018
- Suite Boccaccio, prix Bop Decameron, Italie, 2018
- Tintura en negro, prix de la meilleure œuvre audiovisuelle, Concours européen de création audiovisuelle, Espagne, 2018